# アイルランド中央銀行・金融サービス機構
アイルランド中央銀行・金融サービス機構（アイルランドちゅうおうぎんこう・きんゆうサービスきこう、英語: Central Bank and Financial Services Authority of Ireland; アイルランド語: Banc Ceannais agus Údarás Seirbhísí Airgeadais na hÉireann）はアイルランドの金融監督機関、中央銀行。かつてはアイルランド・ポンド硬貨・紙幣を発行していたが、現在では欧州中央銀行の傘下に入っている。

## 概要
もともとは1943年にアイルランド中央銀行 (英語: Central Bank of Ireland; アイルランド語: Banc Ceannais na hÉireann) として設立され、1972年1月1日以降は1971年中央銀行法によりアイルランド政府の銀行となり、カレンシー・ボード制から完全な機能を持つ中央銀行に移行した。2003年には金融サービスと経済における新たな役割を担うということを反映して現在の名称となった。
アイルランドの独立以降、商業銀行であるアイルランド銀行が政府の銀行となっていた時期があった。なお同行はアイルランドでも最大手に数えられる銀行である。
アイルランド中央銀行・金融サービス機構の本店はダブリンのデイム街にあり、アイルランドの旧通貨とユーロとの両替を行うことができる。サンディフォードのカレンシー・センターは通貨の発行、保管、流通を行う施設となっている。

## 機能
2003年アイルランド中央銀行・金融サービス機構法が可決されたことを受けてアイルランド中央銀行は、従来の中央銀行としての権能のほかに金融監督を行う部門として金融サービス監督機構を併設することになった。

### 中央銀行
中央銀行は欧州中央銀行制度の下でアイルランドの通貨政策を担い、またアイルランド政府の銀行でもある。経済通貨統合が開始されてから中央銀行は欧州中央銀行とほかのユーロ圏の中央銀行と連携して業務にあたっている。

### 金融監督
2003年、中央銀行に独自の長官、CEO、役員会を持つ新たな部門として、金融サービス監督機構が設置された。金融サービス監督機構が中央銀行に併設される形をとったのは、完全に独立した監督機関の設置を支持していた勢力と、中央銀行に金融業界の監督を担当させたままでよいとしていた勢力との間での妥協によるものである。金融サービス監督機構はアイルランドの信用協同組合を含むすべての金融機関の監督にあたっている。

## 歴史
1922年のアイルランド自由国の独立当時、アイルランドの新国家の通商相手は、イギリスが1924年において輸出が 98%、輸入が 80% となっており、圧倒的な割合を占めていた。そのため独立した新通貨を導入することの優先度は低かった。イギリス紙幣（イギリス法定紙幣、イングランド銀行券）や、それまでにアイルランドの銀行が発券した紙幣が流通しており（法定通貨とされたのはイギリス紙幣のみ）、硬貨も同様に出回っていた。
1926年硬貨法では、財務相がすでに流通していたイギリス貨幣と同額面の銀貨、ニッケル硬貨、銅貨の発行についての権限が与えられたが、当時のアイルランド銀貨に含まれていた銀は全体の 75% で、イギリスの銀貨は 50% であった。これらの硬貨は1928年12月12日から出回った。
1927年通貨法では新たな通貨単位「自由国ポンド」が作られ、通貨委員会の下でポンド・スターリングとのパリティが維持された。またイギリス政府発行債券やポンド・スターリングの現金、金との関係も1対1が維持された。

### 中央銀行
1942年中央銀行法は1943年に施行され、通貨委員会はアイルランド中央銀行と名を改めた。しかしながら中央銀行が本来有しているはずの以下のような機能がそのときには与えられていなかった。
- 商業銀行の現金準備の保管権限が与えられなかった
- 金融引き締めについての法的権限を持たなかった
- アイルランド銀行が引き続き政府の銀行とされた
- 公開市場操作を通して通貨量に対する影響を与える条件がなかった
- アイルランドの外貨準備はほとんどが商業銀行の対外資産として保有された

このため中央銀行の独立した金融政策の運営についての能力はきわめて限定されていた。中央銀行がその業務を広げたのは数十年が経過してからであるが、それでもなお1970年代まではカレンシー・ボード制がとられていた。

### 十進法化
1970年代は変化の10年間であった。1971年2月15日に通貨の十進法化が行われ、1ポンド未満の硬貨の流通が開始された（ただし5ペンス、10ペンス、50ペンスはこの数年前から発行されており、旧単位と同価であった）。十進法化によってポンド・スターリングとの連関性を断つ絶好の機会であったが、当時はそれを求める機運があまりなかった。ところが1972年に固定相場制を定めたブレトン・ウッズ体制が崩壊し、1973年には石油危機によるイギリスでの急激なインフレーションや、小規模経済圏はペッグしている大規模経済圏のインフレーション率に苦しむという経済理論が出された。ほぼ同じくしてダブリンに金融市場を開設しようとする動きや、1968年に商業銀行が保有するポンド・スターリング建資産を中央銀行に移管したこともあって、連関性を断ち切るということの検討が可能になった。1970年代半ばから後半にかけて、中央銀行内の意見がポンド・スターリングとの連関性を断ち、外国からのインフレーションの影響を抑制するためアイルランドの通貨切り下げを実施するという意見に傾いた。
ところが一方で別の考え方が浮上してきた。1978年4月、コペンハーゲンで開かれた欧州理事会はヨーロッパに「通貨安定圏」の創設を決め、欧州経済共同体の各機関で安定圏の創設について検討することになった。同年6月にブレーメンで開かれた欧州理事会では、欧州通貨制度の基本構想が描かれ、ユーロの前身となる共同体のバスケット通貨である欧州通貨単位の導入が盛り込まれた。

### 欧州通貨制度
アイルランド政府は欧州通貨制度への参加の是非を決めなければならなかった。仮に欧州通貨制度に加盟国すべての通貨が組み込まれることになった場合、アイルランドの対外貿易の 75% が為替相場の変動を受けず安定したものになるはずであったが、アイルランドの対外貿易で 50% のシェアを持つイギリスが欧州通貨制度に参加しないことを決定した。しかしながら1978年12月15日、アイルランドは欧州通貨制度に参加することを明らかにした。欧州通貨制度参加国は為替相場メカニズムで為替変動幅を 2.25% または 6% のいずれかを選択することができ、アイルランドは前者を選んだ。1979年3月13日に欧州通貨制度が開始されたが、その月末に向けて原油価格の上昇を受けてポンド・スターリングが欧州通貨制度各通貨に対して高くなりはじめ、3月30日にはポンド・スターリングが対ベルギー・フランでの変動幅の上限を超えて上昇たことでアイルランドの通貨はポンド・スターリングとの連関性が断ち切られることになった。50年以上にわたったアイルランドとイギリスの通貨パリティは失われ、アイルランドの通貨ははじめて「アイルランド・ポンド（プント）」と位置づけられるようになった。
初期の欧州通貨制度運営は失望させられる結果となった。アイルランド・ポンドはポンド・スターリングに対して価値が上昇してアイルランドのインフレーションが抑制されると期待されていたが、実際にはペトロカレンシー（産油国の通貨）としての地位やマーガレット・サッチャー新政権による金融引き締め策のおかげでポンド・スターリングの価値が大幅に上昇した。1980年後半には、1アイルランド・ポンドは80イギリス・ペンス以下にまで価値が下がり、アイルランドのインフレーション率はイギリスのそれを上回るようになった。アイルランドの経済政策はハードカレンシーにそぐわないもので、またアイルランド・ポンドはほかの欧州通貨制度通貨の一部に対して価値が上昇していたが、ドイツマルクのセントラル・レートに対してはその価値を維持することができなかった。
1992年にアイルランド・ポンドが 10% 下落したこともあったが、最終的に欧州通貨制度は落ち着きを取り戻し、1987年以降のアイルランドのインフレーションはイギリスのインフレーション率以下におさまった。

### ユーロにむけて
欧州単一通貨構想の発端は1950年のシューマン宣言まで遡ることができる。通貨統合をいかに着手するかについて、初期の青写真である1970年のヴェルナー報告書では踏み込んだ内容が盛り込まれなかったが、それでも最終的な目標が見失われることはなかった。1989年6月のマドリード欧州理事会に承認されたドロール報告書では通貨統合の3段階の過程が描かれ、また通貨統合は1992年に調印されたマーストリヒト条約によって義務として進められていくものとされた。マーストリヒト条約では1999年1月1日に現実の単一通貨を導入し、2002年1月1日には紙幣や貨幣を発行することがまとめられた。
アイルランド中央銀行では2002年1月の流通に先立って、1999年9月に実際のユーロ硬貨の鋳造を開始した。その鋳造量は10億枚を超え、重さにして5000トン、2億3000万ユーロに及んだ。またユーロ紙幣も2000年6月に印刷を開始し、枚数にして3億枚、5ユーロ、10ユーロ、20ユーロ、50ユーロ、100ユーロ紙幣が製造され、計40億ユーロ分を作り上げた。アイルランド中央銀行が発行したユーロ紙幣には認証記号として紙幣の記号番号の最初に T の文字が印刷されている。当初アイルランド中央銀行では200ユーロと500ユーロ紙幣を製造していなかったが、その後発行するようになった。

### 住宅不動産市場
アイルランド中央銀行は2005年11月に、アイルランド国内の住宅不動産市場は最大 60% の過大評価がされている状態だという見方を示した。アイリッシュ・タイムズ紙は経済協力開発機構の議事録を入手して、以下の内容を報じた。
- アイルランドの不動産は実際の価値よりも 15% 高く評価されている。
- アイルランド中央銀行は経済協力開発機構と同じ見方を持っているが、その数字を実際に出すことで危機が引き起こることを恐れている。

## 歴代総裁
アイルランド中央銀行総裁 (An Gobharnóir) は政府の助言を受けて大統領が任命する。
- ジョゼフ・ブレナン(1943年–1953年)
- ジェームズ・マクエリゴット(1953年–1960年)
- モーリス・ジェラルド・モニハン(1960年–1969年)
- トマス・ウィテカー(1969年–1976年)
- チャールズ・マーレイ(1976年–1981年)
- トマス・オコフェイ(1981年–1987年)
- モーリス・ドイル(1987年–1994年)
- モーリス・オコンネル(1994年–2002年)
- ジョン・ハーリー(2002年–2009年)
- パトリック・ホノハン(2009年–2015年)
- フィリップ・レーン(2015年-2019年)
- ガブリエル・マクルーフ(2019年-)